# Haunted boat
Haunted boat is een film uit 2005 van Olga Levens.

## Verhaallijn
Zes tieners maken een boottrip. Nadat Kevin verdrinkt wil de rest terugkeren. Nadat blijkt dat de motor het begeven heeft, zitten ze vast op de boot. Er gebeuren bizarre en onverklaarbare zaken.

## Rollen
- Courtney Scheuerman - Christina
- Sarah Scott - Summer
- Tien Pham - Leo
- Travis Hammer - David
- Evan Andrew Adams - Kevin
- Hannah Whalley - Gigi
- Mathew Fox - Simon